# Go-Yōzei
Go-Yōzei 後陽成天皇 (Go-Yōzei-tennō?) (31 dicembre 1572 – 25 settembre 1617) è stato il 107º imperatore del Giappone secondo il tradizionale ordine di successione.

## Biografia
Regnò dal 1586 sino al 1611, il suo nome personale era Katahito (周仁?). Figlio del principe Sanehito (誠仁親王?, Sanehito-shinnō), quinto figlio dell'imperatore Ōgimachi.
Ebbe numerosi figli, con l'imperatrice Dowager Chūwa (中和門院) (1575-1630) ebbe fra gli altri:
- Shōkō (聖興女王) (1590-1594)
- Ryūtōin-no-miya (龍登院宮) (1592-1600)
- Seishi (清子内親王) (1593-1674)
- Bunkō (文高女王) (1595-1644)
- Kotohito (政仁親王 che diventerà l'imperatore Go-Mizunoo) (1596-1680)
- Son'ei (尊英女王) (1598-1611)
- Konoe Nobuhiro (近衛信尋) (1599-1649)
- Yoshihito (好仁親王) (1603-1638)
- Ichijō Akiyoshi (一条昭良) (1605-1672)
- Teishi (貞子内親王) (1606-1675)
- Morochika (庶愛親王) (1608-1661)
- Son'ren (尊蓮女王) (1614-1627)

Alla sua morte il corpo venne seppellito nel Fukakusa no kita no misasagi.